# Iglesia matriz de San Ginés Obispo (Arrecife)
La parroquia matriz de San Ginés Obispo es el templo principal de la ciudad de Arrecife, la capital de la isla de Lanzarote (Islas Canarias).

## Historia y características

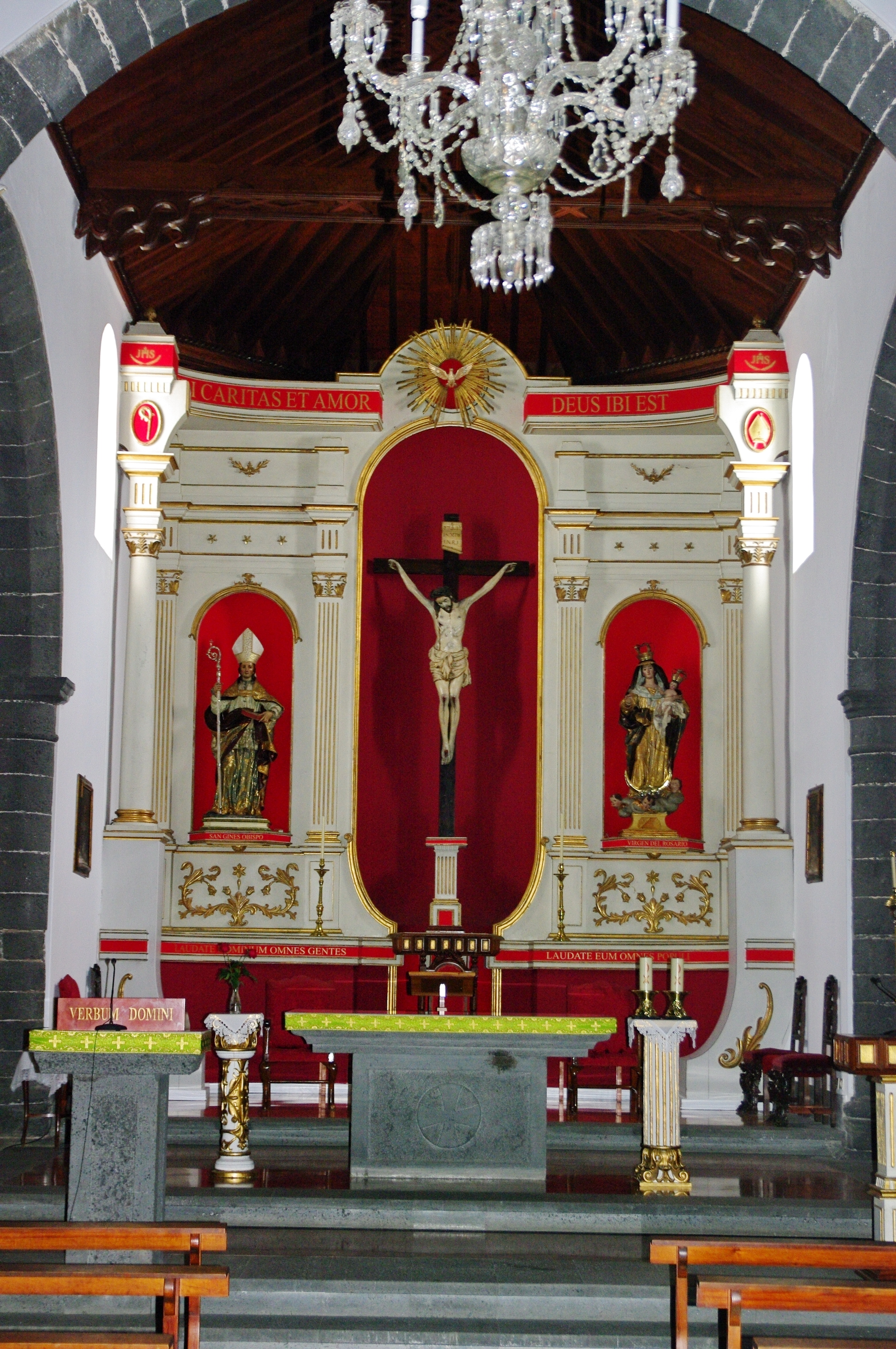
Altar mayor

Tiene su origen en la primera ermita de la localidad, erigida en 1574 donde se veneraban una imagen de San Pedro Apóstol y un cuadro San Ginés de Clermont, el cual según la leyenda popular apareció flotando en la Charca de San Ginés. En 1798 se convirtió en iglesia parroquial. Se construyó con una combinación de negra piedra volcánica y muros albeados. 
Es una iglesia de tres naves con un techo de maderas oscuras de estilo mudéjar, así como las imágenes religiosas del barroco tardío de San Ginés de Clermont y la Virgen del Rosario. Ambas son imágenes de 1798 y procedentes de La Habana (Cuba). Tras la pila bautismal hay un cuadro simbolista de Alberto Manrique que representa la fuente de la vida.
La torre de la Iglesia de San Ginés se inspiró en el campanario de la Parroquia Matriz de la Concepción de Santa Cruz de Tenerife. Se trata de una impresionante torre cuadrangular erigida en 1842, con una brillante cúpula blanca que domina la plaza y el casco antiguo de la ciudad.
Las Fiestas de San Ginés de Clermont (patrono de Arrecife), se celebran en el mes de agosto. El día principal es el 25 de agosto, en donde destaca la procesión del santo por las calles. La Iglesia de San Ginés se encuentra junto a la famosa Charca de San Ginés.

## Efemérides
- En 1939 la imagen de la patrona de Lanzarote, la Virgen de los Dolores (también llamada Virgen de los Volcanes) se hospedó por una semana en este templo, entre el 13 y el 20 de agosto como acción de gracias por la finalización de la Guerra civil española.[4]

- Entre el 19 y 22 de diciembre de 1965, la Iglesia de San Ginés hospedó de nuevo a la imagen de la Virgen de los Dolores, la cual se trasladó a Arrecife desde su ermita en Mancha Blanca, en el municipio de Tinajo, con motivo de la Cruzada del Rosario en Familia.[5] Este acto movilizó a más de 25.000 personas en las calles de Arrecife.

- En 2024 la Virgen de los Dolores bajó nuevamente a la Iglesia de San Ginés de Arrecife del 30 de noviembre al 8 de diciembre de ese año, en conmemoración de los 225 años de la fundación del municipio de Arrecife y los dos siglos de las últimas erupciones volcánicas en la isla de Lanzarote.[6]